# Сократ и Стефан
Сократ и Стефан (ум. в 304), архиепископы, мученики, память 17 сентября.
Согласно Британским хроникам, во времена Диоклетиановых гонений, в Англии пострадало до 17 тысяч мучеников. Христиан ловили по лесам и пещерам, а затем казнили, предавая огню в печах, натравливая на них диких зверей и проч. Среди мучеников, в частности, поминают
- св. Стефана, архиепископа Лондонского,
- св. Сократа, архиепископа Йоркского,

а также
- св. Эллдейма (Elldeym), епископа Лландаффского (Llandaff), что в Уэльсе,
- свв. Аарона и Юлия, пресвитеров Карлеонских.

Иные источники считают, что при именовании этих мучеников произошла путаница, и речь идёт не о мучениках Британии, а о мучениках Вифиния.